# サクラ大戦奏組
『サクラ大戦奏組』（サクラたいせんかなでぐみ、Sakura Wars Kanadegumi）は、キャラクターデザインおよび漫画：島田ちえ、原作：チームかなでによる日本の漫画作品。ゲーム「サクラ大戦シリーズ」を題材にしている。

## 概要
通称『奏組』。『花とゆめ』（白泉社）にて2011年24号から2013年12号まで連載。「サクラ大戦×花とゆめBIGプロジェクト」としたコラボレーション企画で、シリーズ初の女性向け及び少女漫画掲載となる。設定は共有しているが、既存のシリーズとは異なりメンバーは主人公以外は男性で構成されている。
2012年9月20日に第1巻が花とゆめコミックススペシャルからアニメDVD付きの初回限定版と通常版の2種類が発売された。また、2012年11月1日から11月11日まで初の舞台化もされた。

## ストーリー
時は太正。帝都東京を賑わす花形スタア“帝國歌劇団・花組”に憧れて上京してきた少女、雅音子（みやび ねこ）。しかしスカウトを受けて大帝國劇場にやって来た音子が配属されたのは、花組ではなくオーケストラ担当の奏組だった。だが奏組の、大帝國劇場のオーケストラ担当とは表向きの姿であり、その実態は帝都に現れる怪物・降魔と戦う秘密部隊であった。

## 登場人物
※キャスト欄の「声」は、コミックス1巻の初回限定版封入のアニメDVD及びドラマCDの担当声優。「演」は舞台化の際の担当俳優。

### 奏組

#### マエストロ及びブラス隊
雅 音子（みやび ねこ）
声 - 田中真奈美 / 演 - 田上真里奈
誕生日：3月17日 / 年齢：16歳 / 出身地：出雲（島根県） / 血液型：A型 / 身長：157センチメートル / 家族構成：父、母、祖父 / 担当：指揮者（マエストロ）見習い、フルート
本作の主人公である、黒髪ショートの少女。昔から何かと運が悪いため、「不幸の招き音子」というあだ名をつけられた。幼い頃に“オモンサマ”という人外のモノに選ばれ、目を拭われてから“音が見える”ようになった。
出雲の小劇団に所属していたところ、憧れの“帝國歌劇団・花組”が所属する“大帝國劇場”からスカウトされて遥々上京するものの、音が“見える”能力を買われての音楽担当・奏組への配属であった。知った直後こそ落ち込むが、すぐに立ち直ると元来の優しさを持って前向きに仲間と交流する内、奏組の隊長として成長していく。
特に力のある霊音（れのん）が見えるため降魔の気配を察知することが可能であり、霊力も奏組内では特に高いため、戦闘時はその能力で指揮を執り霊音で仲間をサポートする。負傷者の手当ても担当する。裁縫が得意。
ヒューゴ・ジュリアード
声 - 細谷佳正 / 演 - 渡辺和貴
誕生日：1月16日 / 年齢：20歳 / 出身地：アメリカ・ボストン / 血液型：AB型 / 身長：180センチメートル / 家族構成：父 / 担当楽器：アルトサックス / 武器：両手短剣
普段は無口で周りとは距離を置いているが、非常時はブラス隊の中心的存在として率先して行動し、時に仲間を気遣う。趣味は読書。なぜか動物に好かれやすい。母と姉が欧州大戦時にイタリアで、ヒューゴを守って死亡したことから、女性である音子の参戦を嫌い、奏組から外したがっていた。しかし音子と接する内、傷付けないように奏組から外したいと拒絶することで、結局自身が傷つけてしまう面と、音子を認めて庇おうとする面との間で揺れ動き続ける。ロレンツォ撃退後は、音子に対して普通に接するようになる。
G.O.バッハ / ジオ
声 - 日野聡 / 演 - 宮垣祐也
誕生日：9月29日 / 年齢：18歳 / 出身地：オーストリア / 血液型：B型 / 身長：178センチメートル / 担当楽器：バリトンサックス / 武器：レイピア
音楽の名門、バッハの血を継ぐ、眼鏡を掛けた青年貴族。常に貴族として人を思いやる誇り高き言動を見せるが、素直で裏表ない性格と一般市民の常識を良い意味で超える行動が多いため、周りからは天然と捉えられている。かなで寮の衣類の洗濯も率先して行っている。出身からは敵国に当たるが、フランスで欧州大戦時に散った一団、重装霊力騎兵団を貴族の鑑として尊敬している。戦闘時のレイピアの使用は、騎士道を重んじる気持ちからである。
桐朋 源二（とうほう げんじ）
声 - 松岡禎丞 / 演 - 倉本発
誕生日：7月26日 / 年齢：17歳 / 出身地：九州 / 血液型：B型 / 身長：161センチメートル / 家族構成：弟（源三郎） / 担当楽器：トランペット / 武器：徒手空拳
元気で人懐こい性格だが、空気の読めない時もある。女性には優しくしなければならないという信念を持つ。源三郎の兄でありながら、身長が低いことはコンプレックス。何でもたくさん食べ、その気風の良さからか、店の人から大量に食料を贈られることもしばしばある。親の死後に暮していた家で、源三郎と2人、蔑ろにされていた過去を持つらしい。
音子の父親が音子を連れ戻しに来た際、音子の彼氏役を務めて以来、本当に音子のことが好きになってしまったが、源二本人は自覚していない。
桐朋 源三郎（とうほう げんざぶろう）
声 - 梶裕貴 / 演 - 塩澤英真
誕生日：6月9日 / 年齢：15歳 / 出身地：九州 / 血液型：A型 / 身長：175センチメートル / 家族構成：兄（源二） / 担当楽器：フリューゲルホルン / 武器：和弓
クールな性格ながら金平糖が好きで、いつも小袋に入れて持ち歩いている程の甘党。抜け目ない面を見せることもあるが、逆に個性豊かな仲間に振り回されることもある。また何かと源二と音子に皮肉を言っているが、根は優しく兄想い。特に、源二と2人で生きてきた辛い過去からか、源二に危害を加えた者には我を忘れて向かっていく。
フランシスコ・ルイス・アストルガ / ルイス
声 - 立花慎之介 / 演 - 小野健斗
誕生日：11月2日 / 年齢：22歳 / 出身地：スペイン / 血液型：O型 / 身長：182センチメートル / 担当楽器：トロンボーン / 武器：チャクラム
物腰柔らかで温和な態度と、謎めいた笑みを持つ長髪の青年。奏組のお母さん的存在。周りの人々の気持ちを察するのがうまく、紅茶等を淹れて時に相手を癒し、時に導く。特にヒューゴの感情はルイスでないと読み取れない場合もある。ヒューゴの過去についても知っているようで、時折音子に冷たく当たるヒューゴを度々諌めている。菜園でトマトを育てている。自分の過去については多くを語らないが、その自室は知ってはいけない秘密らしい。
実は暗殺者組織で脱走者や裏切り者を始末する役割を担いながら育ち、“仲間殺しのルイス”というあだ名で呼ばれていた。かつて同じ組織で育ったアンヘルからは、足抜けの際の偶然と誤解が重なり、一方的に憎悪を抱かれているという因縁を持つ。
ヨハン・シベリウス
演 - 望月柊成
誕生日：9月13日 / 年齢：35歳 / 出身地：ロシア / 血液型：A型 / 身長：187センチメートル
奏組の総楽団長（グランドマエストロ）である指揮者。厳めしい外見で、その笑顔は誰も見たことがない。音子を奏組隊長兼指揮者見習いに配属し、反対意見を頑として撥ねつけながらその成長を促し続けている。

#### ストリングス隊
本居 世海（もとおり せかい）
誕生日：10月23日 / 年齢：18歳 / 血液型：A型 / 身長：169センチメートル
京都弁でおっとりと話す、京都出身の青年。かなで寮（作中用語の項目参照）でのルームメイト、昌平とは、よくどちらの故郷が上かで盛り上がっているらしい。
中山 昌平（なかやま しょうへい）
誕生日：6月22日 / 年齢：18歳 / 血液型：A型 / 身長：170センチメートル
べらんめえ調で話す、帝都出身の青年。世海とはよく行動を共にしており、年頃らしい秘密も共有している。
暮 鏡一（くれ きょういち）
演 - 高橋里央
人を呼び捨てにせず、「- であります」調で話す。興奮すると鼻血が出易いらしい。丈治や、勇とよく行動を共にしている。故郷に父母がいるらしい。
加集 丈治（かしゅう じょうじ）
演 - 五十嵐啓輔
朗らかで、身も口調も軽快に動いてはよくツッコむ。が、テンションが上がると言葉が少し怪しくなるらしい。 鏡一、勇とよく行動を共にしている。
襟戸 勇（えりと ゆう）
演 - 山沖勇輝
鏡一、丈治とよく行動を共にしている。2人と一緒に騒ぐ一方、熱く見解を語りもする。その熱心さを、シャツの連続使用日数にも用いるので周りは大変困っている。故郷は田舎らしい。

#### リズム隊
御伽丸 伊玖（おとぎまる いく）
誕生日：5月19日生まれ / 年齢：12歳 / 血液型：AB型 / 身長：140センチメートル
幼いが、総楽団長秘書とリズム隊を兼任するしっかり者。普段は秘書として行動しているが、奏組隊員の召集時にはどこからともなく現れる。音子の考えを読んでいるような素振りを見せる。
瀧 鼓太郎（たき こたろう）
誕生日：11月18日 / 年齢：15歳 / 血液型：B型 / 身長：156センチメートル
よく動き、病で寝込みがちなかなで寮のルームメイト・ギースの看病も愛想よく行っている小柄な少年。
ギース・シェルヘン
誕生日：11月29日 / 年齢：25歳 / 血液型：A型 / 身長：185センチメートル
鼓太郎からはギーさんと呼ばれている。大柄だが病がちな青年。世話をしてくれる鼓太郎に、いつもすまながっている。

### 月組
宍戸 光星（ししど こうせい）
誕生日：3月6日 / 年齢：21歳 / 血液型：O型 / 身長：178センチメートル
月組の副隊長。職務柄、初対面時には音子を知っていた。組が違うとはいえ、隊長にも関わらず低姿勢で話す音子を気に入り、ヒューゴの過去について教えた。
また、自分の組の隊長に対しては、愚痴の種にこと欠かないらしい。

### 帝劇三人娘
藤井 かすみ（ふじい かすみ）
大帝國劇場の事務担当。初めて劇場を訪れた音子を案内して以来、穏やかに接してくれている。
高村 椿（たかむら つばき）
大帝國劇場の売店売り子。帝國歌劇団・花組、特にマリア・タチバナのファン。音子とは年が近いこともあり、すぐに仲良くなった。
榊原 由里（さかきばら ゆり）
大帝國劇場の事務局スタッフ。威勢がよく、音子に興味を持っている。

### かなで寮
清流院 笙（せいりゅういん しょう）
声 - 進藤尚美
奏組専用寮、かなで寮の寮母。着物姿の艶やかな人。男性ばかりのかなで寮で暮す音子にとっては支えであり、秘密任務と偽って音子と隊員との仲を取り持つなど、何かと奏組の世話を焼いている。しかし音子が来るまで、かなで寮には「男しかいなかった」らしい。
すあま
声 - 細谷佳正
かなで寮で飼われているパグ犬。オス。人懐っこく誰にでもよくじゃれてくる。後述のもなか、かのこも源二が命名したが、ヒューゴや、世話をしてくれる源三郎により懐いている。
もなか
かなで寮で飼われている三毛猫。オス。自由に動き回ってはよく丸まっている。
かのこ
かなで寮で飼われているコリー犬。メス。気位が高く、見知らぬ相手には容易に懐かない。寮の男性陣にはとてもよく懐いているが、音子がお手をさせようとすると頭に手を乗せる。

### 他帝國華撃団関係者
帝國歌劇団 花組
音子の憧れる帝都の演劇トップスタア達。シルエットのみの登場。
大神 一郎（おおがみ いちろう）
大帝國劇場のモギリ。後ろ姿のみ登場。
米田 一基（よねだ いっき）
大帝國劇場支配人。奏組については一切をヨハンに任せている。そのため、音子とは互いの正体を知らない状態で初対面を果たした。

### 聖アポロニア学園
十河 秋宗（とが あきむね）
聖アポロニア学園に瘴気の吹き溜まりを探しに来た、デノンマンサーの1人。紙を魔音で犬の姿をした降魔に変えて戦う。
1年A組所属。音太郎（音子）、源二のクラスメイト。春宗の双子の弟。髪は黒いが、前髪が一房だけ白い。手の付けられない乱暴者だが、本当は優しい。観音像のお守りをいつも持ち歩いている。兄の春宗とは仲が悪く、力で春宗に虐げられている。
幼いころに春宗とともに親に売り飛ばされ、それ以来自分たちを捨てた親と帝都を憎んでおり、復讐しようとしている。
音子との出会いで、自分の本心と復讐心との間で揺れ動く。時計塔から落ちた音子を助けて、瘴気に飲み込まれた。
十河 春宗（とが はるむね）
秋宗同様、聖アポロニア学園に瘴気の吹き溜まりを探しに来た、デノンマンサーの1人。紙を魔音で折り鶴や紙飛行機に変えて戦う。
1年B組所属。源三郎のクラスメイト。秋宗の双子の兄。髪は白いが、前髪が一房だけ黒い。いつも人を小馬鹿にしている。弟の秋宗とは仲が悪く、秋宗を力で威圧している。
幼いころに秋宗とともに親に売り飛ばされたことで、親と帝都を憎み、復讐しようとしている。
音子たちと交戦した後も、モナダに身を寄せている。

### モナダ
アンヘル
幼い頃は、ルイスと同じ暗殺者の組織に所属していた青年。左目の上に大きな傷跡がある。自由を求めて脱走を試みた際、生死を彷徨ったことで霊的な能力に目覚め、デノンマンサーの一員となる。その前後に発生した事件が元で、かつては心を通わせたルイスに深い憎しみを抱いている。
ルイスを殺そうとして毒を塗ったバラを贈るが逆に見抜かれ、音子を誘拐するが音子とルイスに撃退された。
ロレンツォ
ギースが通う教会に新しく赴任して来た、イタリア出身の神父。オルガン演奏時に少しずつデノンを混ぜることで、聴く者に思い出したくない過去を思い出させ、信者を降魔化させたが、奏組に撃退される。ヒューゴの母と姉の死への関連性を見せた。
十河 春宗（とが はるむね）
#聖アポロニア学園参照。
十河 秋宗（とが あきむね）
#聖アポロニア学園参照。

### その他
摩州寺 麻名（ましゅうじ まな）
摩州寺子爵の妻。夫亡き後、その寂しさから立ち直れず、その感情が呼び寄せた降魔（こうま）を本当の夫と思い込んでいた。降魔に、養分として多くの男性を差し出していた。奏組に降魔を退治された後は、心神喪失で入院している。
秋奈（あきな）
演 - 月野姫花（雅なるハーモニー）
不知火（しらぬい）の秋奈とも呼ばれる、帝都を闊歩する女スリ。手下の竹蔵や松吉と組んで、仕事を行う。
上京してきたばかりの音子の荷物をスった張本人。スリで生活を立てている自らの境遇に嫌気がさし、降魔に憑りつかれて自らも降魔化しかけたが、奏組に救われる。
坂本 正之助（さかもと せいのすけ）
演 - 林剛史（薫風のセレナーデ〜）
舞台「サクラ大戦奏組 〜薫風のセレナーデ〜」に登場。
紫（ゆかり）
演 - 白華れみ（薫風のセレナーデ〜）
舞台「サクラ大戦奏組 〜薫風のセレナーデ〜」に登場。
緋独楽（ひこま）
演 - 大至（薫風のセレナーデ〜）
舞台「サクラ大戦奏組 〜薫風のセレナーデ〜」に登場。

## 作中用語

### 降魔・霊音関連
霊音（れのん）
楽器から霊力を込めて放たれる音。奏組はこれを武器として降魔を倒す。しかし、霊音は「魔を滅す」-「相手を倒す」という強い意志を込めなければ力を発せられない。
音を色として見る能力を持つ音子は、これも目にすることが出来る。
魔音（デノン）
降魔の発する悪しき霊音（れのん）。
魔精卵（ませいらん）
降魔（こうま）の卵のようなもの。
降魔使い（デノンマンサー）
魔音（デノン）を奏でて降魔を操る者のこと。

### 組織・施設
奏組
表向きは大帝国劇場の音楽全般を担当するオーケストラ“帝国歌劇団・奏組”。しかし実態は、帝都を守る魔障陰滅部隊“帝国華撃団・奏組”として魔障事件（ましょうじけん）の被害を最小限度に抑え、沈静化することを任務とする秘密部隊。30名弱の楽団員全員が奏組所属であり、団員はヒューゴ達のブラス隊、非戦闘のリズム隊やストリングス隊に分けられる。
隊員が霊子甲冑に搭乗して戦う大規模戦闘型の花組とは異なり、管楽器の音色（状況によっては武器でも応戦）で降魔（こうま）を撃退する。管轄となるのは小規模な降魔や魔精卵が引き起こす魔障事件となり、魔精卵が孵ったり降魔が成長するなどして奏組では対処不可能と判断された場合は、花組に管轄が移る。
帝国華撃団の指揮系統としては、副司令の管轄下にある他の組と異なり、ヨハン単独の管轄下にあるという特徴も持つ。
月組
宍戸 光星が副隊長を務める、隠密行動部隊。敵情視察や戦況分析などの情報支援を主とした部隊。
かなで寮（かなでりょう）
帝都上野にある、奏組専用寮。各隊員の私室の他、共有施設や中庭、小規模のコンサートホール等を有する。音子とヒューゴ達5人は1人部屋、他の隊員は2人部屋でそれぞれ相部屋をしている。
sicarius（シーカーリウス）
ルイスとアンヘルがかつて所属していた、暗殺者組織。元は、古代ローマによる迫害で山岳に逃れた先住民族が、傭兵を育成した組織だったが、売られるか誘拐されるかした子供を暗殺者として育成する組織となった。ルイスは組織内では、脱走者や裏切り者を始末する“仲間殺し”の任に就いていた。しかし後にスペイン軍に討伐され、全滅。作中で確認されている生存者は、ルイスとアンヘルのみ。
モナダ
多くのデノンマンサーが集い、奏組やひいては帝國華撃団全体を破滅させようとしている。
聖アポロニア学園
維新後、西洋の最先端技術を修得した歯科医養成のため設立された教育機関。中高大学一貫の全寮制男子校。
制服は、襟詰の学ラン、帽子、肩掛け鞄。

## 舞台
声の出演とは別キャストによる舞台は、「ミュージカル サクラ大戦 〜花咲く乙女〜」以来となる。

舞台の模様に加え、特典映像等を収録したDVDが発売されている。キャストは#登場人物を参照。
舞台「サクラ大戦奏組 〜雅なるハーモニー〜」（2012年11月1日 - 11日）
- プロデューサー：中山雅弘／伊東愛
- 構成監修：広井王子
- 音楽監督：田中公平
- ストーリープロット：文月紫織（チームかなで）
- 脚本：安藤三久
- 演出：斎藤栄作
- 演出助手：木下マカイ

舞台「サクラ大戦奏組 〜薫風のセレナーデ〜」（2013年9月19日 - 23日）
- プロデューサー：中山雅弘／伊東愛
- 総合監修：広井王子
- 音楽監督：田中公平
- 脚本・演出：斎藤栄作
- 企画協力：文月紫織（チームかなで）、安藤三久

## 書誌情報
- 漫画：島田ちえ、原作：チームかなで 『サクラ大戦奏組』 白泉社〈花とゆめコミックス スペシャル〉、全4巻
  1. 2012年9月20日発売 ISBN 978-4-592-19601-3
    - アニメDVD付き初回限定版 ISBN 978-4-592-10553-4

  2. 2012年10月19日発売 ISBN 978-4-592-19602-0
  3. 2013年2月20日発売 ISBN 978-4-592-19603-7
  4. 2013年7月19日発売 ISBN 978-4-592-19604-4

## 主題歌
「円舞曲、君に」
作詞 - 広井王子 / 作曲 - 田中公平 / 編曲 - 根岸貴幸
歌 - 帝國華撃団・奏組［ヒューゴ・ジュリアード（細谷佳正）、G.O.バッハ（日野聡）、桐朋源二（松岡禎丞）、桐朋源三郎（梶裕貴）、フランシスコ・ルイス・アストルガ（立花慎之介）］
コミックス第1巻初回限定版のアニメDVDに収録。

## CD
主題歌CD「円舞曲、君に / プレリュード 前奏曲」
2012年11月28日発売。
1. 円舞曲、君に
2. プレリュード 前奏曲
3. 円舞曲、君に（instrumental）
4. プレリュード 前奏曲（instrumental）
5. ボーナストラック「おはようを、君に」「おやすみを、君に」

ドラマCD「サクラ大戦奏組 〜小さな少女のためのクインテット〜」
2012年11月28日にレッド・エンタテインメントから発売されたドラマCD第一弾。
2012年11月17日・18日に開催された「アニメイトガールズフェスティバル2012」にて、先行販売された。
ドラマCD「サクラ大戦奏組 〜コンサート協奏曲第１番〜」
2013年3月27日にレッド・エンタテインメントから発売されたドラマCD第二弾。
サクラ大戦奏組 ヴォーカルCD「我ら奏でるこの音で」/「春よ来い春よ」
2014年4月30日発売。
1. 我ら奏でるこの音で
歌 - 帝國華撃団・奏組［ヒューゴ・ジュリアード（細谷佳正）、G.O.バッハ（日野聡）、桐朋源二（松岡禎丞）、桐朋源三郎（梶裕貴）、フランシスコ・ルイス・アストルガ（立花慎之介）］
2. 春よ来い春よ
歌 - 雅音子（田中真奈美）
3. ボーナストラック (1) シチュエーションボイス「ただいまを、君に」「なぐさめを、君に」
4. ボーナストラック (2) シチュエーションボイス「おはようを、あなたに」「おやすみを、あなたに」「なでなでを、あなたに」「ダメです! を、あなたに」